# Pericoma peregrinum
Pericoma peregrinum är en tvåvingeart som beskrevs av Quate 1967. Pericoma peregrinum ingår i släktet Pericoma och familjen fjärilsmyggor. Inga underarter finns listade i Catalogue of Life.